# Regno di Jórvík
Il regno di Jórvík fu un regno storico norreno esteso sulla regione corrispondente al futuro Yorkshire e a parti di altre zone dell'Inghilterra settentrionale. Il nome Jórvík era anche quello della capitale del regno, l'odierna York, chiamata Eoferwic dagli anglosassoni. Con poche interruzioni dovute alle guerre con il Wessex, la monarchia norrena durò dall'876 al 954.
Per parte della sua esistenza, il regno di Jórvík ebbe intensissime relazioni con il regno seppure norreno di Dublino in Irlanda. Sebbene essi non si siano mai uniti, ebbero in comune quattro re nelle persone di Sigtryggr, Guðröðr, Óláfr Guðröðarson e Óláfr Kváran. Sotto il dominio dei re di Jórvík ricadde pure, dal 902 al 921, il Regno di Man e delle Isole.

## Storia
York traeva origine dal castrum romano di Eboracum, poi rivitalizzatosi nel porto commerciale di Eoforwic. Fu presa per la prima volta nell'866, ad opera di quella che i cronisti anglosassoni chiamano la Grande armata danese. I vichinghi sbarcarono in Anglia orientale e si diressero poi verso nord, forti di una provvigione di cavalli fornita loro da re Edmondo per rabbonirli, e favoriti dalle lotte intestine fra i pretendenti al trono di Northumbria Ælle II e Osberht.
Dichiarata una tregua, nel marzo 867 i contendenti del trono di Northumbria unirono le forze, ma non riuscirono a recuperare la città, e con la loro morte il regno di Deira cadde sotto controllo danese come regno di Jórvík. La corte di Northumbria riparò a nord, in Bernicia. Nello stesso periodo fallì un assalto vichingo al regno di Mercia, e nell'869 la resistenza dei re Etelredo e Alfredo il Grande vanificò anche i tentativi di conquista del Wessex.
Quello di Jórvík divenne un prospero piccolo regno nell'876, con l'ascesa al potere del principe Hálfdan di Zelanda, mentre il condottiero Guthrum marciava alla volta dell'Anglia orientale, entrambi movendo dal Danelaw. Mentre l'armata danese era impegnata nelle Isole Britanniche, l'esercito svedese difendeva la madrepatria controllata dai fratelli di Hálfdan.
Si ritiene che Jórvík sia stata fondata da Hálfdan Ragnarsson come insediamento danese, ma passò sotto il controllo dei norvegesi, che la contesero. I sovrani di origine danese, che alla fine stabilirono a Jelling nello Jutland il regno di Gorm il Vecchio, governavano l'Anglia orientale. Le cinque città fortificate del Danelaw, ricavate dal Regno di Lindsey, erano una specie di zona cuscinetto tra i vari regni. Re Canuto il Grande avrebbe in seguito restaurato una dinastia di jarl norvegesi in Northumbria (Eiríkr Hákonarson) e una danese in Anglia orientale (Þorkell). L'Inghilterra settentrionale sarebbe rimasta una fonte di intrighi politici per i norvegesi fino alla morte di Harald III nella battaglia di Stamford Bridge (1066), poco prima della battaglia di Hastings e della conquista normanna.
L'area del palazzo costruito dai regnanti vichinghi nell'odierna York era nota come Konungsgårthr e corrisponde all'attuale King's Square che costituisce il nucleo dell'Ainsty. Nuove strade, fiancheggiate da un fronte regolare di case in legno, accrebbero la città in espansione fra il 900 e il 935 (datazione dedotta tramite dendrocronologia applicata ai pali residui conservati nel sottosuolo di argilla anaerobica).
Il regno norreno restò assorbito nell'Inghilterra nel 954 senza alcun arresto della sua crescita economica: intorno all'anno 1000, l'espansione urbana della città vichinga di Jórvík portò la popolazione di questa ai primi posti nelle isole britanniche, seconda soltanto a quella di Londra. Guglielmo il Conquistatore pose fine all'indipendenza di Jórvík e costruì fortificazioni militari in città.

### Postumi
Fra il 1070 e il 1085 i vichinghi danesi tentarono occasionalmente di riprendere Jórvík, ma questi tentativi non si concretizzarono in una restaurazione del regno.
Quando esso fu unito alla Northumbria (ormai ridotta a una contea dell'Inghilterra sotto la Casa di Wessex) il titolo di re di Jórvík divenne superfluo, e fu sostituito da quello di Earl of York, creato nel 960. Sebbene alcuni dei primi conti di York fossero norreni come i re di Jórvík, dopo la conquista furono rimpiazzati dai normanni, finché il titolo fu abolito da Enrico II. Il titolo di duca di York, attributo nobiliare della parìa britannica, fu creato nel 1341, ma si legò alla Corona quando il IV duca divenne re Edoardo IV. Di conseguenza, il titolo di duca di York rimase appannaggio del secondogenito del sovrano.